# 顾家店镇
顾家店镇是湖北省枝江市下辖的一个乡镇，顾家店是官方称呼，在当地居民口中，镇名通常被称为“顾店”。
上世纪90年代之前，顾家店镇的集镇中心靠近清水溪村，但该位置离318国道尚远，不甚方便。之后镇政府、镇医院等单位先后搬迁至“九公里”——因该地位于S225省道雅澧路9KM处得名（雅澧路湖北省内起点：枝江市318国道白洋镇雅畈）

## 行政区划
现辖：
顾家店社区、马家铺村、天螺寺村、石半坡村、岩子河村、沙碛坪村、高殿寺村、李家湾村、青龙山村、同济垸村、人和垸村、罗家河村、长岭岗村、白鹤冲村、清水溪村、马蹄垱村、蔡家溪村和熊家棚村。

## 交通
- 焦柳铁路：顾家店站